# Storfosna
Storfosna es una isla poblada del municipio de Ørland en el condado de Trøndelag, Noruega. La isla de 11 km² está situada entre las islas de Kråkvåg y Garten al norte de la desembocadura del Trondheimsfjorden. El distrito tradicional de Fosen lleva el nombre de esta isla. Hay una gran población de ciervos en la isla.
La isla está conectada con la isla de Kråkvåg por un pedraplén y un puente, y está conectada con Garten (y el continente) por un ferry para coches. La Iglesia de Storfosna se encuentra en la isla. Los gobiernos locales y del condado están planeando construir un túnel submarino que conecte Storfosna con la isla de Garten (que está conectada con el continente por carretera).